# Mer des Visayas
La mer des Visayas (en tagalog Dagat Kabisayaan) est une partie de la mer des Philippines située au milieu des Visayas dans l'archipel philippin.

## Géographie
La mer des Visayas est délimitée par les îles de Panay à l'ouest, de Masbate au nord, de Leyte à l'est, de Cebu au sud et de Negros au sud-ouest. 
Elle communique avec :
- la mer de Sibuyan au nord-ouest par le canal de Jintolo ;
- la mer de Samar au nord-est par le détroit séparant Masbate de Leyte ;
- la mer des Camotes au sud-est par le détroit séparant Leyte de Cebu ;
- la mer de Bohol au sud par le détroit de Tañon ;
- la mer de Sulu au sud-ouest par le détroit de Guimaras[1].

## Histoire
La bataille de la mer de Sibuyan s'y déroule le 24 octobre 1944.

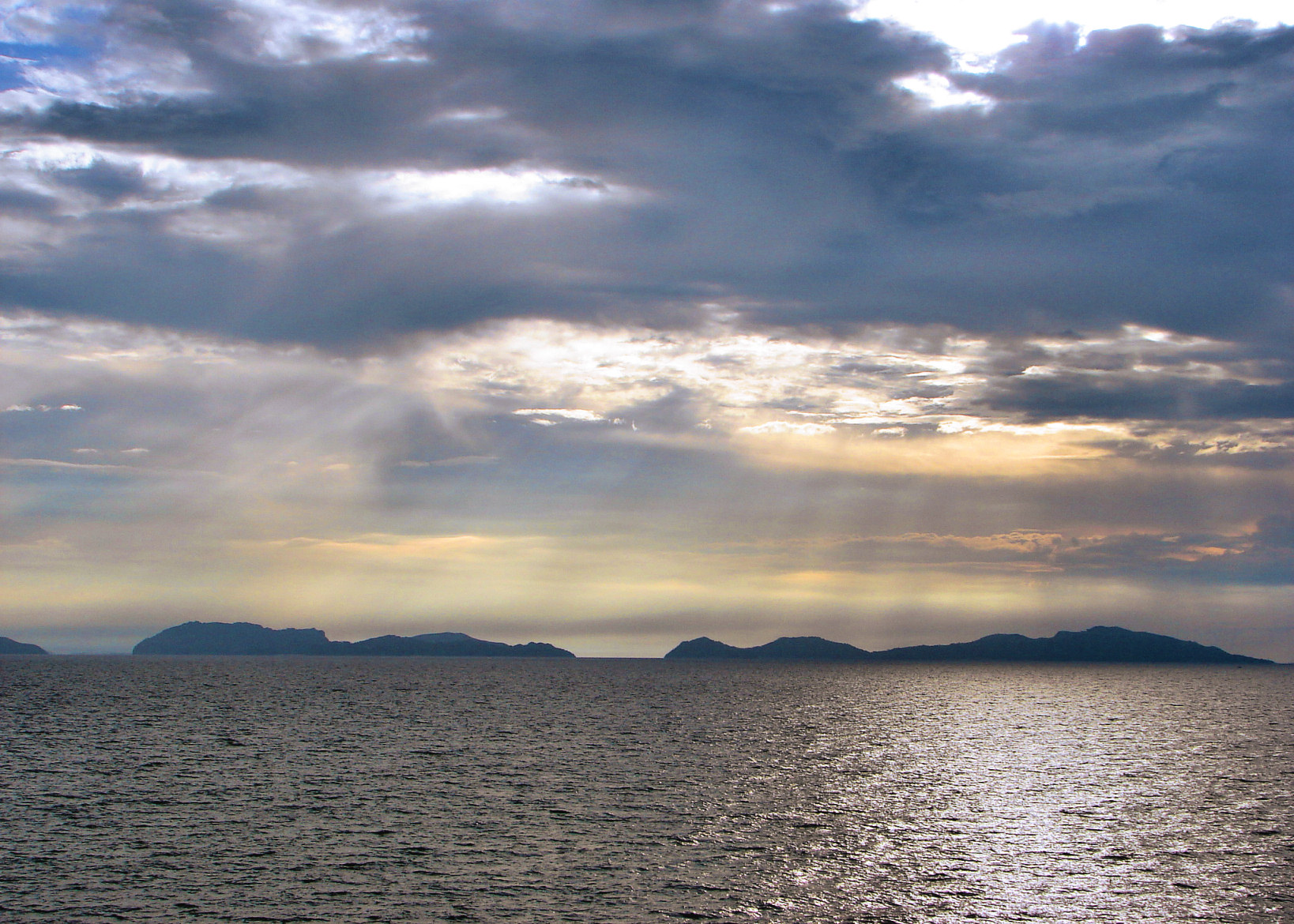
Vue des îles Gigante Nord et Sud baignées par la mer de Visayan.